# اوا پیلارووا
اوا پیلارووا (چکی: Eva Pilarová؛ زادهٔ ۹ اوت ۱۹۳۹ – درگذشته ۱۴ مارس ۲۰۲۰) خواننده-ترانه‌پرداز، موسیقی‌دان و بازیگر اهل جمهوری چک بود. وی از سال ۱۹۶۰ میلادی تا هنگام مرگ مشغول فعالیت بود.
از فیلم‌ها یا برنامه‌های تلویزیونی که وی در آن نقش داشته‌است، می‌توان به بفرمایید شام و اگر یک‌هزار کلارینت اشاره کرد.